# Mount Todd
Mount Todd är ett berg i Antarktis. Det ligger i Västantarktis. Chile gör anspråk på området. Toppen på Mount Todd är 3 600 meter över havet.
Terrängen runt Mount Todd är bergig norrut, men söderut är den kuperad. Trakten är obefolkad. Det finns inga samhällen i närheten.